# Д’Эсте, Алиса
Алиса д’Эсте (итал. Alisa d'Este; ? — 1329) — дочь правителя Феррары, маркиза Альдобрандино II д’Эсте из рода д’Эсте, супруга народного капитана и сеньора Мантуи Ринальдо Бонакольси из рода Бонакольси.

## Биография
Алиса была дочерью Альдобрандино II д’Эсте, маркиза Феррары. В 1325 году она вышла замуж за народного капитана и сеньора Мантуи Ринальдо Бонакольси. В семье Ринальдо Пассерино дей Бонакольси и Аньезе д’Эсте детей не было. У него были только внебрачные дети.
В ночь на 16 августа 1328 года в Мантуе начался переворот подготовленный членами благородных семей, во главе которого был род Гонзага. Глава семьи, Лудовико I Гонзага, заручившись поддержкой Вероны во главе с Кан Гранде делла Скала, сеньором Вероны, сверг Ринальдо Пассерино дей Бонакольси. Ринальдо Пассерино дей Бонакольси был убит Альберто да Савиола (по другой версии ранен в голову, после чего умер от потери крови).
Лудовико I Гонзага в соборе Святого Петра был провозглашён новым сеньором и народным капитаном Мантуи.
В 1328 году Лудовико I Гонзага заточил внебрачных детей Ринальдо Бонакольси Джованни II и Франческо вместе с другими родственниками в Башне Голода в крепосте Кастель-д’Арио, где они вскоре умерли.
Алисе все же удалось бежать и невредимой добраться до Феррары.

## Семья и дети
Муж Ринальдо Бонакольси (1278—1328), детей нет.